# Бузок звичайний
Бузо́к звича́йний (Syringa vulgaris) — рослина роду бузок родини маслинових (Oleaceae). Родом з південно-східної Європи; інтродукований до Канади, США, Аргентини, Європи (у т. ч. України), Кореї.

## Опис
Бузок звичайний являє собою кущ заввишки від 2 до 7 метрів.
Листки супротивні, яйцеподібні з цільними краями. Квітки двостатеві білого або лілового кольору, зібрані у китиці.
Цвіте у травні — червні. Плід — коробочка, дозріває у липні — серпні.

## Використання
Висушені квітки і листя рослини, зібрані під час цвітіння, використовують в народній медицині. Застосовують як потогінний засіб та засіб, що збуджує апетит. Також препарати бузку вживають при бронхітах, бронхіальній астмі, набряках ниркового походження. Настойку з квітів використовують при виразці шлунка, ревматизмі, ревматоїдному поліартриті, невралгії та артралгії, задишці. Чай з квіток бузку п'ють при епілепсії.
Квітки містять ефірну олію, глікозид сирингін та інші складні органічні речовини. У листках є аскорбінова кислота (вітамін C).